# ماكس هيس
ماكس هيس (بالإنجليزية: Max Hess)‏ هو منافس ألعاب قوى أمريكي، ولد في 29 ديسمبر 1877 في كوبورغ في ألمانيا، وتوفي في 1969 في فيلادلفيا في الولايات المتحدة.

## وصلات خارجية
- ماكس هيس على موقع أوليمبيديا (الإنجليزية)